# RESISTANCE 3
『RESISTANCE 3』（レジスタンススリー）は、2011年に発売されたPlayStation 3専用FPSゲーム。 インソムニアックゲームズが開発し、ソニー・コンピュータエンタテインメント(現在のソニー・インタラクティブエンタテインメント)が発売した。
本作はレジスタンスシリーズ3部作の最終作である。
『レジスタンス3』はシリーズで初めて3DとPlayStation Moveに対応しており、PSN Passプログラムを導入した。本作では前2作での軍事的な側面から離れ、終末向けのサバイバルホラー体験に重点をおいている。
2014年4月8日、『レジスタンス3』のオンラインサーバーは前2作品のサーバーと共にソニーによりシャットダウンされた。

## ゲームプレイ
ゲームシステムは、いくつかの変更を加えられているが、前作とほぼ同じ仕組みである。変更点としては『RESISTANCE2』では体力は自動回復し、武器の所持も一定数に制限されていたが、本作では『RESISTANCE〜人類没落の日〜』で採用されていた武器ホイール(全武器を同時に所持可能)と体力のゲージ制(回復には回復アイテムの取得が必要)に戻った。 撃つと爆発するキメラ植物などの新しいオブジェクトも追加された。このゲームでは新しい武器と既存の武器が混在している。 既存武器としてブルズアイ、マグナム、ロスモア、オージェ、マークスマン、カービンが含まれる。 新武器には敵をウイルスに感染させ周囲を巻き込んだ爆発を引き起こさせる有毒性の霧または液体を発射できるミューテイター、デッドアイ、爆発時に釘のシャワーを撒き散らす食缶ベースの榴散グレネードが存在する。武器はアップグレード可能で使用する程強力になっていく。人類は収集できるスクラップから武器を組み立てなければならない。 本作はPlayStation Moveをサポートし3次元映像に対応している。加えて、プレイヤーはプレイステーションシャープシューター周辺機器を利用することが出来る。

### マルチプレイヤー
本作のマルチプレイは最大16人対戦まで対応している。ゲームモードは「チームデスマッチ」、「チェーンリアクション」、「デスマッチ」、「ブリーチ」、「キャプチャーザフラッグ」の5種類である。マルチプレイで獲得できるクレジットポイントを消費して資料集やイラスト、特典映像などのおまけコンテンツをアンロックすることができる。オンラインまたはオフラインで画面分割してのストーリーモードの協力プレイも存在する。Gameinformerのポッドキャストで『レジスタンス２』のような8人プレイヤーの協力プレイは存在しないと明かされた。マルチプレイヤーのマップは世界中のロケーションから設定されており、チャドのフォートラミー刑務所やイギリスのウェールズの海岸、オーストラリアのアリススプリングス、アメリカ合衆国のニューヨーク、コロンビアのボゴタのトレインヤードのような場所がある。一部のマップはストーリーモードでは登場しない。
2014年4月8日、ソニーは他のレジスタンス三部作と共にサーバーをシャットダウンした。

## ストーリー
1953年、ネイサン・ヘイル中尉の死をもってセンチネルのメンバーで唯一の生き残りとなったジョセフ・カペリ伍長は、上官のヘイル殺しで不名誉除隊処分となった。 4年後、スーザン・フェアリーという女性と結婚し子供をもうけていたカペリは、オクラホマ州ヘイブンで生存者のコミュニティと共に暮らしていた。ヘイルの体内から見つかった抗体で今や人類はキメラウイルスを治療できるようになっていた。彼らの最善の努力にもかかわらず、人間をキメラへと転化させる従来の方針を変更し人類に対する全面的な大虐殺を開始したキメラ軍によって発見された。カペリと彼の民兵組織はキメラ軍を撃退したが、撃退される前にキメラ軍は町を破壊するために巨大兵器「テラフォーマー」を呼び出していた。
避難の準備をしている最中にカペリはフィリップ・マリコフ博士と出会い、博士はキメラは恒久的に地球を凍結して人間が住めないようにする計画の一環として、ニューヨークのセントラルタワーでワームホールを開けたと説明した。カペリは彼への協力を一旦は拒否したが、妻のスーザンは子供が過酷な環境で生き残るには弱すぎるので、再考するように頼んだ。 盗んだ古いトロール船で2人はミシシッピ川を進み、船上から野生のキメラの群れと戦ったが、最終的に船はゴリアテによって破壊されてしまった。目覚めた後に彼らはミズーリ州セントルイスまで流れついたことを知った。
マリコフが負傷してしまったため、カペリは街に入り、レムナントと呼ばれる生存者のグループと協力した。彼らの飛行機の動力源の調達を手伝う代わりにレムナントのリーダーのチャーリーは、ニューヨークにカペリ達を連れていくことに同意した。動力源調達後にニューヨークへの飛行中にキメラ軍の部隊がペンシルベニア州プレザント山付近でカペリ達を奇襲し、カペリとマリコフはレムナントと離れ離れになってしまった。捜索する敵兵士を協力して回避した後、2人は別の生存者グループが占有する放棄された石炭の町に到達した。街の住民から近くの鉱山に棲む特大のキメラ「サタン」の狩りに向かった町の司祭ジョナサン・ローズとの連絡が数日前から取れなくなっていることを知ったカペリはジョナサンを追って鉱山に入り、戦闘の末にサタンの殺害に成功した。感謝の印として街の住人の手によって古い石炭列車を修理してもらったことでカペリ達はタワーへの旅を再開することができた。
タワーへと向かっている途中で、「看守」と呼ばれる盗賊の一団が列車への攻撃を開始した。カペリは盗賊達を打ち負かしたが、列車は野生のウィドウメイカーによって転覆させられた。残骸にはさまれて動けなくなったカペリは、刑務所のリーダーのミックがマリコフの首を刎ねるのを傍観するしかなかった。その後カペリは看守達がアジトにしているグレイターフォード刑務所に連行され、ギャングの娯楽のために剣闘士のようにグリム達と戦うことを強制された。ミックの手下のハーバートは才能のあるエンジニアであり、カペリを拘束から解放し、脱獄できるように刑務所のセキュリティドローンを無効化しキメラ軍に刑務所での異変を気づかせる任務を課した。ミックの干渉にもかかわらず、計画は成功し、ドローンの異変に気付いたキメラ軍が刑務所を襲撃し、看守達の掃討を始めた。混乱の中で、カペリはミックを見つけて彼を殺した。
今度は自力でカペリは最終的にニューヨークに到着した。ラジオで彼の家族に別れのメッセージを送った後、キメラと戦いつつタワーへと進んでいったカペリはキメラ軍の砲撃に圧倒され絶体絶命の危機に陥るも、土壇場でレムナントが到着し彼を救出した。チャーリーは彼を家族の元へと帰らせようとするが、カペリは近くのテラフォーマーへの攻撃に協力するようチャーリーを説得した。
2人はプラットフォームの制御を無効化し電力コアを破壊したことで、テラフォーマーをセントラルタワーに衝突させることに成功した。タワーの崩壊によりワームホールが塞がり、低下していた地球の気温が正常に戻ったことでキメラの主な利点が失われ、世界中のレジスタンスグループがキメラの駆除に動き出し、国家再建を開始した。一方、カペリは妻と息子と再会し安寧の時を得た。 

## 開発
2009年にコロンビア・ピクチャーズ(ソニーの子会社)の2011年早期に公開の映画『世界侵略：ロサンゼルス決戦』のロケーションセットでレジスタンス3の販促広告板が出現した(映画公開日はゲーム発売の一か月近く前であった)ソニー、インソムニアックゲームズのどちらもこの件についてコメントはしなかったが、2010年5月25日にインソムニアックは複数プラットフォームでの新規のフランチャイズ制作に加えプレイステーション３独占のゲームを複数開発していると発表した。本作は2010年8月17日にドイツのケルンで行われたゲームズコムのソニーのプレスカンファレンスでゲームのライブアクション映像と共に公式に発表された 。2010年9月28日にFlickerアカウント上でリークされたコンセプトアートとスクリーンショットが公開され、多様なキメラと二人の未知の人物(後に2010年11月のGame Informerの特集記事でジョセフ・カペリとスーザン・フェアリーと確認された)が描写されていた。画像の信憑性について尋ねられた時、インソムニアックは「ノーコメント」と返答した 。最初のプレイ映像がSpikeビデオアワードで公開され、新たな武器と敵が紹介された。インソムニアックはロゴとボックスアートの制作でビジュアルアーティストのオリー・モスと協力した。

### ダウンロードコンテンツ
本作のダウンロードコンテンツ(DLC)は「Survival Pack」と「Brutality Pack」が存在する。Survival Packにはマルチプレイヤーで使える新たな4種のキャラクタースキン、新たなマルチプレイヤーモード「Invasion」が含まれる。 Invasionモードは人間チームとキメラチームが同時に現れるマップ上の複数のコントロールポイントの争奪戦を行うモードであり、コントロールポイントを多く占領すれば勝利するためのスコアをより早く獲得できる。「Brutality pack」は Wave形式のサバイバルモードが含まれており、プレイヤーはマルチプレイヤーの海岸マップを徘徊し、グリムやリーチなどの敵の大群に対抗するために新しい武器を弾薬とヘルスと共に探さなければならない。キャンペーンで登場した全ての武器はマップ内で見つけることができ、武器を使えば使うほどアップグレードできる。このDLCでは著名なヘヴィメタルバンドマストドンの楽曲7曲と刑務所のテーマ、マルチプレイヤーで使用できるミック・カトラーのスキンも含まれている。
どちらのDLCも2014年3月にプレイステーションストアから削除されたが、ヨーロッパのみ、マルチプレイヤーサーバーの閉鎖とほぼ同時に行われた。しかしながら、Brutality packはすぐ復活しており、おそらくシングルプレイヤーでもDLCがプレイ可能だったためだと推測された。
パッケージ表面に「RESISTANCE 3」と刻印されているSOCOM 4の所有者は、8月4日からそのゲームで提供されたコードを使用してベータ版のダウンロードとプレイすることができた。その一方でリージョン2のプレイステーションプラスの加入者は8月10日にアクセスできた。8月23日にプレイステーションplusに加入している世界中のプレイヤー向けのベータ版が開始されたインソムニアックはFacebookとTwitterを通じてベータ版に参加するコードを配布すると発表した。 パブリックベータが8月30日に開始された。ベータ版では「チームデスマッチ」と「チェーンリアクション」の2つのマルチプレイヤーモードを2種類のマップでプレイすることができた。8月30日から9月4日の間にベータ版を遊んだプレイヤーはレジスタンス3のSRPAのネイサン・ヘイルのスキンを獲得できた。9月4日にベータ版は終了した。『レジスタンス3』には二種類の体験版があり、一つは「世界侵略：ロサンゼルス決戦」のBlu-rayに同封され、もう一つはプレイステーションストアからダウンロードできた。

### グローバルレジスタンス
『グローバルレジスタンス』は『レジスタンス３』の販促を目的としたオンラインストラテジーゲームであり、 プレイヤーは人間またはキメラのどちらかでプレイする。『グローバルレジスタンス』は『レジスタンス３』用のスキンやアートワーク、映像などのアンロック可能な独占コンテンツが存在した。『グローバルレジスタンス』はレジスタンスシリーズ三部作のマルチプレイヤーサーバーが2014年4月8日に閉鎖された時に利用できなくなった。

### 特別版
本作は2種類の特別版があり、このうち北米とラテンアメリカ地域で発売されたドゥームズデイエディションは本編とPlayStation Moveのコントローラー、シャープシューターアタッチメント、ナビゲーションコントローラーとEyeカメラがセットになったものである。
欧州で発売されたサバイバーエディションは、ジョセフ・カペリの日記や実物大のキメラ型の的、SRPAのトランプ、カペリ愛用の肩掛け鞄、スキットル、カペリと各キメラを模したおもちゃが含まれており、特別版ではスティールブックケースで、アナログディスク風のBlu-rayディスク、SRPA特殊作戦部隊スキン、感染したネイサン・ヘイルのスキン、可燃性のガスを放出し巨大な爆発を引き起こすグレネード、マルチプレイモードの称号「センチネル」とマルチプレイヤーブースターが含まれている。

## 評価
本作は好意的に評価され、レビューサイトの「GameRankings」と「Metacritic」はそれぞれ84.30%と100点中83点と評価した 。IGN は10点中9点と評価し、「トーンの面ではインソムニアックはレジスタンス3で衝撃的な恐怖を本当に増幅させている。シリーズの中で最もダークで暴力的なゲームであり、ゲームのほぼすべてにおいて魅了される」と述べた 。X-Play は5点中5のパーフェクトの評価を与えた 。1UP.comのチェリー・グエンはB+と評価し、「レジスタンス3でより良いシリーズへ向けて前進したのは明確だが、全体的にみればまだ素晴らしいゲームとはいえない」と述べた 。
GameSpotは10点中8.5点と評価し、レジスタンス3をエキサイティングであり深みのあるキャンペーンと楽しいマルチプレイヤーを称賛した。「あなたのゲーム環境がどうであれレジスタンス３は大いに楽しめる。レジスタンス3は他のシューティングゲームでは決して得られない興奮を提供してくれる」と述べた。 Game Informerは10点中7点と評価し「つまらない環境」「意外性のない」レベルデザイン、「ゲームの流れを完全に止める」「様々なバグ」を批判した。 レジスタンス3は9月に18万本のセールスを記録し米国で7番目に売れたゲームになった。イギリスでは発売初週のPS3ソフトのチャートでトップになった。